# Saint-Forgeot
Saint-Forgeot ist eine französische Gemeinde mit 434 Einwohnern (Stand: 1. Januar 2022) im Département Saône-et-Loire in der Region Bourgogne-Franche-Comté. Die Gemeinde gehört zum Arrondissement Autun und zum Kanton Autun-1 (bis 2015: Kanton Autun-Nord). 

## Geographie
Saint-Forgeot liegt etwa sechs Kilometer nördlich von Autun am Arroux. Umgeben wird Saint-Forgeot von den Nachbargemeinden Reclesne im Norden, Dracy-Saint-Loup im Osten und Nordosten, Autun im Süden sowie Tavernay im Westen.

## Bevölkerungsentwicklung
| 1962                       | 1968 | 1975 | 1982 | 1990 | 1999 | 2006 | 2013 |
| -------------------------- | ---- | ---- | ---- | ---- | ---- | ---- | ---- |
| 551                        | 549  | 561  | 505  | 508  | 478  | 518  | 491  |
| Quellen: Cassini und INSEE |      |      |      |      |      |      |      |

## Sehenswürdigkeiten
- Reste der Minen von Les Télots